# Markaba
Markaba är en ort i Libanon. Den ligger i guvernementet Nabatiye, i den södra delen av landet, 70 kilometer söder om huvudstaden Beirut. Markaba ligger 718 meter över havet och antalet invånare är 14 000.
Terrängen runt Markaba är huvudsakligen kuperad, men åt sydost är den bergig. Markaba ligger uppe på en höjd. Runt Markaba är det tätbefolkat, med 636 invånare per kvadratkilometer.. Närmaste större samhälle är Nabatîyé et Tahta, 16,4 kilometer norr om Markaba. 
Trakten runt Markaba består till största delen av jordbruksmark.